# (4118) Sveta
(4118) Sveta est un astéroïde de la ceinture principale.

## Description
(4118) Sveta est un astéroïde de la ceinture principale. Il fut découvert le 15 octobre 1982 à Naoutchnyï par Lioudmila Jouravliova. Il présente une orbite caractérisée par un demi-grand axe de 3,02 UA, une excentricité de 0,10 et une inclinaison de 8,8° par rapport à l'écliptique.

## Compléments